# Guillaume Guidé
Guillaume Guidé   (Lieja, 7 d'abril de 1859 - àrea metropolitana de Brussel·les i Brussel·les, 19 de juliol de 1917) va ser un oboista, compositor i director de teatre belga.

## Biografia
Format al Conservatori Reial de Lieja amb la generació d'Eugène Ysaÿe i el seu germà Théo, Guillaume Guidé va rebre un primer premi d'oboè a la classe d'Alphonse Romedenne als 16 anys i va guanyar una medalla vermella el 1877. Després es va unir a l'orquestra de l'Associació Artística Angers, cofundada per Jules Bordier i el comte Louis de Romain, reconeguda per la seva innovadora programació i de la qual el compositor Charles Gounod és president honorari.
Observat per Peter Benoit, fou convidat el 1884 per François-Auguste Gevaert, director del Conservatori Reial de Brussel·les i inspector del Teatre Reial de La Monnaie, per ocupar un lloc de professor al Conservatori, així com els llocs d'oboè solitari a La Monnaie i als Concerts Populars.
Sobrenomenat "poeta dels Hautbois" per Richard Strauss, fou considerat a tot Europa com un virtuós excepcional.
 Vinculat amb cercles d'avantguarda, Guillaume Guidé participa al "Cercle des XX" (1884-1893) i a "La Libre Esthétique" (1894-1914) fundat a Brussel·les per Octave Maus, una figura clau de la vida musical a Brussel·les en aquest periode. Durant aquestes sessions, Guillaume Guidé va desenvolupar una passió per les composicions belgues, franceses i russes contemporànies.
Amb Eugène Ysaÿe i Maurice Kufferath, Guillaume Guidé participa en la creació dels Concerts Ysaÿe, una sèrie de concerts centrats en la programació original i eclèctica d'obres simfòniques de compositors com Beethoven, Schubert, Brahms, Grieg, Wagner o fins i tot el liegès César Franck i Sylvain Dupuis.
Pel seu talent com a intèrpret i organitzador de concerts, el 1900 se li va oferir a Guillaume Guidé el càrrec de director del Théâtre de la Monnaie amb Maurice Kufferath. Va ocupar aquest càrrec fins a l'inici de la Primera Guerra Mundial, un període considerat un dels més innovadors de la història de la institució. Sobrecarregat per aquesta ocupació, va anar reduint les seves activitats com a intèrpret i professor al Conservatori, càrrec que va abandonar definitivament el 1910.